# Dvory, Nymburk
Dvory là một làng thuộc huyện Nymburk, vùng Středočeský, Cộng hòa Séc.